# Fabio Lanzoni
Fabio Lanzoni, ook bekend als Fabio (Milaan, 15 maart 1959), is een Amerikaans model, filmacteur, schrijver en tv-persoonlijkheid van Italiaanse afkomst. Hij speelde de rol van Claudio in de televisieserie Acapulco H.E.A.T., en heeft hierna verschillende gastrollen gespeeld en cameo's gemaakt in andere series en films.
Fabio heeft ook commercials en spotjes voor onder andere I Can't Believe It's Not Butter, Old Spice, Wickes Furniture, Ames Hardware en de American Cancer Society gedraaid.
Fabio Lanzoni heeft voor de kaften van veel liefdesromans uit de jaren 80 en 90 geposeerd als model, en ook in het spel Ironsword: Wizards & Warriors II voor de Nintendo Entertainment System.

## Filmografie

### Films
- The Exorcist III (1990)
- Scenes from a Mall (1991)
- The Hard Way (1991)
- Death Becomes Her (1992)
- Spy Hard (1996)
- Dude, Where's My Car? (2000)
- Zoolander (2001)
- Bubble Boy (2001)
- Big Time Christmas (2010)
- Hollywood Sex Wars (2011)
- Dumbbells (2014)
- Sharknado 5: Global Swarming (2017)

### Televisie
- Acapulco H.E.A.T. (1993)
- Roseanne (1993)
- Step by Step (1997)
- Yes, Dear (2003)
- Mr. Romance (2005)
- The Bold and the Beautiful (2006)
- Ned's Declassified School Survival Guide (2006)
- Bo! In the USA (2006)
- Rob Dyrdek's Fantasy Factory (2009)
- Big Time Rush (2010)
- The Suite Life on Deck (2010)
- Keith Lemon's World Tour (2010)
- Cupcake Wars (2011)
- Rob Dyrdek's Fantasy Factory (2012)
- Lemon La Vida Locaepisode (2013)
- Coronation Street (2014)
- The Simpsons (2014)

## Discografie

### Albums
- Fabio After Dark (1994)